# Арцахская епархия
Арцахская епархия Армянской Апостольской церкви (арм. Արցախի թեմ) — недействующая епархия Эчмиадзинского католикосата Армянской Апостольской церкви, в юрисдикцию которой входит Нагорный Карабах. Центром епархии до 2020 года являлся собор Казанчецоц в городе Шуше. Глава епархии — епископ Вртанес Абрамян.

## История

### XIX—XX века
Епархия функционировала до начала 1920-х годов, когда ее члены вместе с епископом Ваганом Тер-Григоряном были жестоко убиты во время армянской резни в Шуше в марте 1920 года. Последние два года своего существования епархия не имела главы и управлялась местоблюстителями: архимандритом Бюзандом и иеромонахом Суреном.
Восстановлена в 1989 году Католикосом всех армян Вазгеном I. С первых дней епархию возглавил епископ Паргев Мартиросян.

## Церкви и монастыри епархии
В период существования НКР в епархию входило порядка 30 церквей и монастырей на территории Нагорного Карабаха. Среди них — такие исторические армянские памятники, как монастыри Гандзасар, Амарас (IV в.), Цицернаванк (IV—VI вв.), Дадиванк (1214—1237), Гтичаванк (1241—1246) и многие другие.